# Passaic
Passaic (en anglais [pəˈseɪ.ɪk]) est une ville de l'État du New Jersey, aux États-Unis, située sur les bords de la rivière Passaic dans la partie sud du comté de Passaic, à 20 km au nord-ouest de New York. Sa population s’élevait à 69 781 habitants lors du recensement de 2010, estimée à 70 635 habitants en 2016.
Passaic est un important lieu résidentiel et un centre institutionnel du judaïsme religieux, siège de nombreuses yeshivas, de synagogues orthodoxes, d'écoles, du réseau d'ambulance Hatzolah ainsi que de plusieurs autres institutions.

## Géographie
Passaic est située au nord de Newark, le long de la rivière Passaic, à environ vingt kilomètres du Lincoln Tunnel, du Holland Tunnel, et du pont George-Washington qui mènent à New York. La ville est desservie par les routes 3, 46, 80, 21 menant aux États de New York et du New Jersey.
Les villes environnantes sont Clifton, Garfield, Wallington, et Rutherford.

## Histoire
Passaic fut établie en 1678 par des commerçants hollandais et portait le nom d'Acquackanonk. La croissance industrielle de la ville démarra au XIXe siècle, lorsque Passaic devint un centre de production textile et de métallurgie. Après une célèbre grève en 1926 contre des réductions de salaires, les travailleurs gagnèrent le droit de libre association. La ville de Passaic est dirigée selon les termes du Faulkner Act qui définit l'organisation des communes du New-Jersey.
La ville a connu plusieurs vagues d'immigrations d'origines ethniques diverses et une stabilisation de l'évolution de la population depuis ces vingt dernières années. 

## Démographie
La densité de la population est de 8 424 hab./km2. Au recensement de 2000, Passaic comptait 67 861 habitants.
Le revenu moyen annuel d'un foyer de la ville est 33 594 $. 21,2 % de la population et 18,4 % des familles vivent en dessous du seuil de pauvreté.

## Religion
Passaic est le siège d'une éparchie de l'Église grecque-catholique ruthène.

## Personnalités liées à la ville
- Grace Banker (1892-1960), opératrice téléphonique américaine durant la Première Guerre mondiale, née à Passaic

## Cinéma
- Passaic sert de cadre au film Soyez sympas, rembobinez (Be kind rewind) de Michel Gondry (2008), avec en particulier le vidéo-club au cœur de l'histoire.